# Club Deportivo Espagnol Bordeaux
Club Deportivo Espagnol Bordeaux (CDE Bordeaux) was een Franse voetbalclub uit Bordeaux. Het is een van de weinige voetbalclubs met een buitenlands karakter die ooit deelnam aan het Franse profkampioenschap (eerste en tweede klasse). De club werd opgericht door Spaanse spelers, meestal van Baskische afkomst die in de omgeving van Bordeaux woonden.
De club schreef zich in voor het allereerste profkampioenschap van de Division 2 (1933/34), de tweede klasse. Er waren twee reeksen, verdeeld op geografische basis. Club Deportivo werd vierde op negen clubs met zes punten achterstand op kampioen Olympique Alès. Na dit seizoen fusioneerde de club met SC Bastidienne Bordeaux omdat het profcomité geen twee profclubs uit Bordeaux wilde toelaten tot de Division 2 die in het tweede seizoen uit één groep zou bestaan. De fusieclub ging verder onder de naam Hispano-Bastidienne Bordeaux.
Op 23 februari 1935 scheuren de voormalige leiders van Club Deportivo zich van de fusieclub af omdat de voetbalbond besliste dat er niet meer dan vijf buitenlandse spelers opgesteld mochten worden.
Club Deportivo ging nu in de regionale liga van Aquitanië spelen. In 1940 werd de club opgeheven.